# Antilliaanse troepiaal
De Antilliaanse troepiaal (Quiscalus niger) is een zangvogel uit de familie Icteridae (troepialen).

## Verspreiding en leefgebied
Deze soort telt 7 ondersoorten:
- Q. n. caribaeus: westelijk Cuba en Isla de la Juventud.
- Q. n. gundlachii: centraal en oostelijk Cuba.
- Q. n. caymanensis: Grand Cayman.
- Q. n. bangsi: Little Cayman.
- Q. n. crassirostris: Jamaica.
- Q. n. niger: Hispaniola.
- Q. n. brachypterus: Puerto Rico.